# Liste des unités militaires polonaises de la Seconde Guerre mondiale
Cette liste d’unités militaires polonaises comprend les unités des armées de terre, de l'air et de mer ayant combattu de 1939 à 1945.

## Historique
Au 1er septembre 1939, l'ordre de bataille de l'armée polonaise était le suivant : 26 divisions d'infanterie, une division motorisée, 8 brigades de cavalerie, 3 brigades de montagne et 56 bataillons de défense territoriale. L'aviation militaire polonaise était composée de 158 chasseurs PZL P.11 et PZL P.7, de 114 bombardiers/reconnaissance PZL.23 Karaś, 36 bombardiers moyens PZL, 120 monoplans d'observation et 12 avions de transport Fokker.
Armée polonaise de l'Ouest
Sous l'égide de la France d'abord, puis, après la défaite de juin 1940, du Royaume-Uni, une nouvelle armée polonaise de l'Ouest sous l'autorité du gouvernement polonais en exil, gouvernement légal de la Pologne, se reconstitua aussitôt sur le sol britannique :
Elle totalisera plus de 225 000 hommes sous les armes en 1945.
Ces forces polonaises se répartissaient en forces terrestres, aériennes et navales.
Deux corps d'armée constituaient les forces terrestres ; le 1er Corps formé en Écosse, et le 2e Corps constitué à partir de 1941 de soldats polonais libérés des camps de l'URSS et placés sous le commandement du général Anders.
Cette liste comporte les unités de l'armée polonaise régulière ainsi que les unités de l'Armée polonaise de l'Ouest.
Armée polonaise de l'Est
L’armée polonaise de l'Est (en polonais : Polskie Siły Zbrojne na Wschodzie) est formée des unités de Polonais créées par l'Union soviétique du temps de l'occupation de la Pologne par l'Allemagne nazie.

## Armée de terre

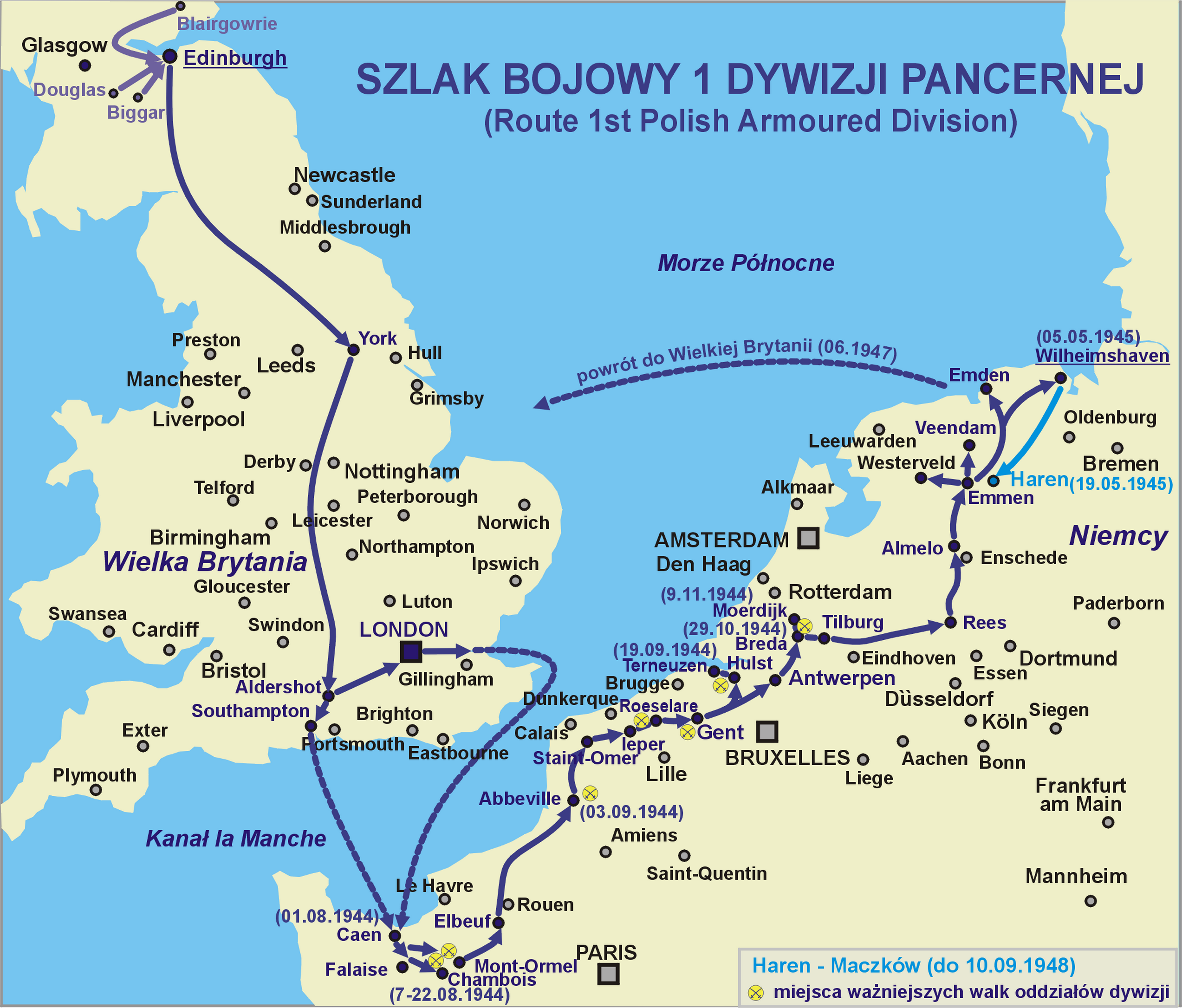
Campagne de la 1re division blindée polonaise sur le front de l'Ouest.

### Unités blindées
- 1re division blindée
- 1re brigade blindée
- 3e Brigade blindée Varsovie
- 10e Brigade de cavalerie blindée
- 16e Brigade blindée

### Trains blindés
- Śmiały (train blindé)
- Danuta
- Piłsudczyk

### Unités d'infanterie
- 1re division d'infanterie
- 2e division d'infanterie
- 3e division d'infanterie
- 4e division d'infanterie
- 5e division d'infanterie
- 6e division d'infanterie
- 7e division d'infanterie
- 8e division d'infanterie
- 9e division d'infanterie
- 10e division d'infanterie
- 11e division d'infanterie
- 12e division d'infanterie
- 13e division d'infanterie
- 14e division d'infanterie
- 15e division d'infanterie
- 16e division d'infanterie
- 17e division d'infanterie
- 18e division d'infanterie
- 19e division d'infanterie
- 20e division d'infanterie
- 21e division d'infanterie
- 22e division d'infanterie
- 23e division d'infanterie
- 24e division d'infanterie
- 25e division d'infanterie
- 26e division d'infanterie
- 27e division d'infanterie
- 28e division d'infanterie
- 29e division d'infanterie
- 30e division d'infanterie
- 33e division d'infanterie
- 35e division d'infanterie
- 36e division d'infanterie
- 38e division d'infanterie
- 39e division d'infanterie
- 41e division d'infanterie
- 44e division d'infanterie
- 45e division d'infanterie
- 55e division d'infanterie
- Brigade indépendante de chasseurs des Carpates, dite Brigade Kopański ou Brigade du Levant.
- Korpus Ochrony Pogranicza (KOP) - Corps de protection des frontières

### Unités de montagne
- 2e Brigade de montagne
- 3e Brigade de montagne
- Brigade autonome de chasseurs de Podhale

### Unités de parachutistes
- 1re Brigade indépendante de parachutistes (Pologne)

### Unités de cavalerie
- Brigade de cavalerie Confins
- Brigade de cavalerie Cracovie
- Brigade de cavalerie Grande Pologne
- Brigade de cavalerie Mazovie
- Brigade de cavalerie Nowogrod
- Brigade de cavalerie Podlaska
- Brigade de cavalerie Podolie
- Brigade de cavalerie Pomérélie
- Brigade de cavalerie Suwałki
- Brigade de cavalerie Wilna
- Brigade de cavalerie Wolhynie

### Auxiliaires féminines
- Service auxiliaire féminin polonais

## Aviation

### Campagne de Pologne
- Brigade de poursuite

### Armée de l'air
- Groupe de Chasse Polonaise de Varsovie, GC I/145[2]
- Groupe Pamuła
- 6 Patrouilles Polonaises de Chasse (de trois pilotes chacune) affectées aux GC de l'Armée de l'Air française.

### Royal Air Force
- 300 "Masovia" Polish Bomber Squadron (Ziemi Mazowieckiej)
- 301 "Pomerania" Polish Bomber Squadron (Ziemi Pomorskiej)
- 302 "City of Poznań" Polish Fighter Squadron (Poznański)
- 303 "Kościuszko" Polish Fighter Squadron (Warszawski imienia Tadeusza Kościuszki)
- 304 "Silesia" Polish Bomber Squadron (Ziemi Śląskiej imienia Ksiecia Józefa Poniatowskiego)
- 305 "Greater Poland" Polish Bomber Squadron (Ziemi Wielkopolskiej imienia Marszałka Józefa Piłsudskiego)
- 306 "City of Toruń" Polish Fighter Squadron (Toruński)
- 307 "City of Lwów" Polish Fighter Squadron (Lwowskich Puchaczy)
- 308 "City of Kraków" Polish Fighter Squadron (Krakowski)
- 309 "Czerwień" Polish Fighter-Reconnaissance Squadron (Ziemi Czerwieńskiej)
- 315 "City of Dęblin" Polish Fighter Squadron (Dębliński)
- 316 "City of Warsaw" Polish Fighter Squadron (Warszawski)
- 317 "City of Wilno" Polish Fighter Squadron (Wileński)
- 318 "City of Gdańsk" Polish Fighter-Reconnaissance Squadron (Gdański)
- 663 Polish Artillery Observation Squadron
- Polish Fighting Team (Skalski's Circus)

## Marine

### Croiseurs
- ORP Conrad
- ORP Dragon

### Destroyers
- ORP Błyskawica (participe à la bataille de Narvik)
- ORP Burza
- ORP Garland
- ORP Grom
- ORP Orkan
- ORP Ouragan
- ORP Piorun
- ORP Wicher (coulé en 1939)

### Destroyers d'escorte
- ORP Krakowiak
- ORP Kujawiak
- ORP Ślązak

### Mouilleurs de mines
- ORP Gryf

### Sous-marins
- ORP Wilk
- ORP Orzeł
- ORP Dzik
- ORP Jastrząb
- ORP Sokol

### Transports de troupes
Paquebots
- MS Batory
- MS Sobieski (présent à la bataille de Dakar)